# AgustaWestland Projeto Zero
O Projeto Zero é uma aeronave experimental que esta em fase de desenvolvimento e testes de voo desde 2011, fabricado na Itália pela AgustaWestland em conjunto com a Finmeccanica. É denominado pela empresa como um convertiplano com pouso e decolagem na vertical (VTOL) similar em configuração ao V-22 Osprey, somente com uma diferença sua motorização é totalmente elétrica.
O projeto foi revelado em 4 de março de 2013 pela Helicopter Association International (HAI) na Heli-Expo. Em junho o protótipo foi revelado ao público no Show Aéreo de Paris.